# Mato Andrić (političar)
Mato Andrić (Garevac, 18. veljače 1928. – Sarajevo, srpnja 2015.[nedostaje izvor]), hrvatski - bosanskohercegovački pravnik i društveno-politički radnik i visoki politički i športski dužnosnik.

## Životopis
Rođen je 18. veljače 1928. godine u Garevcu. U Sarajevu je završio Višu upravnu školu. Obnašao je visoke dužnosti u lokalnoj samoupravi, republičkoj upravi BiH i saveznoj, za razinu cijele SFR Jugoslavije. Predsjedavao je Narodnim odborom općine Odžaka. Bio je članom Centralnog komiteta Saveza komunista BiH, Izvršnog komiteta CK SK BiH, član Sekretarijata CK SK BiH i ostalo. Izabran za zastupnika u Saveznoj skupštini Jugoslavije te Skupštine SR BiH, drugog i trećeg saziva. Na 13. kongresu SKJ izabran je na mjesto člana Centralnog komiteta SKJ.
Ministar unutarnjih poslova Bosne i Hercegovine. Bio je čelnik stožera za akciju potrage za nestalim zrakoplovom Džemala Bijedića.
Obnašao je dužnost predsjednika Centralnog komiteta SK BiH od 28. svibnja 1984., naslijedivši Hamdiju Pozderca do lipnja 1986., kad ga je naslijedio Milan Uzelac, te predsjednika Predsjedništva SR Bosne i Hercegovine od travnja 1987., naslijedivši Munira Mesihovića do travnja 1988. godine, kad ga je naslijedio Nikola Filipović. Bio je predsjednik Predsjedništva SRBiH u vrijeme Afere Agrokomerc.
Obnašao je dužnost predsjednika Željezničara iz Sarajeva sredinom 1980-ih. Bivši nogometaš Željezničara Rade Bogdanović posvjedočio je u intervjuu za Telegraf.rs da je Andrić, dok je bio predsjednik Željezničara i predsjednik CK SK BiH, da bi pomogao gradskom rivalu Sarajevu u osvajanju naslova prvaka kad je bio u utrci sa splitskim Hajdukom, pritisnuo igrače Željezničara kad su gubili za Sarajevu vrlo bitnu utakmicu protiv Hajduka, zaprijetivši im u svlačionici da nijedan neće moći zaigrati u inozemstvu izgube li utakmicu.
Iz partijskog članstva izbačen je nakon 10. kongresa SK BiH (7. – 9. prosinca 1989., prolog 14. Kongresa SKJ), i zajedno s njime Milenko Renovica, Hrvoje Ištuk i Nikola Stojanović nakon "slučaja Neum".